# Han d'Islande
Pour les articles homonymes, voir Han.
Han d’Islande est un roman de jeunesse de Victor Hugo, publié en 1823. La première version est parue, sans nom d'auteur, dans Le Conservateur littéraire en 1820, avant d'être considérablement remaniée, d'abord dans l'édition de février 1823 puis, avec des versions successives, jusqu'en 1833.

## Résumé

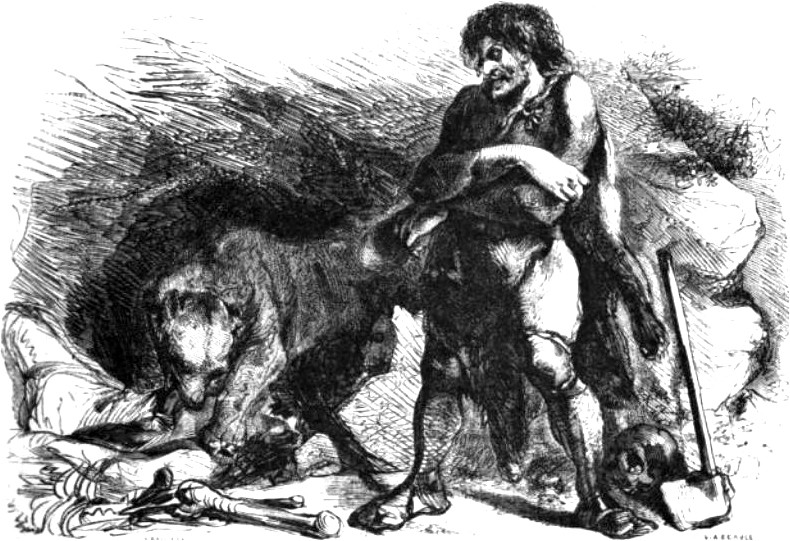
Illustration de Jean-Adolphe Beaucé pour l'édition J. Hetzel (1853).

Han d’Islande se situe dans la région de Trondheim en Norvège en 1699. Ordener Guldenlew, personnage principal, jeune homme vertueux, noble et courageux, est le fils du vice-roi de Norvège et amoureux d'Ethel, douce jeune fille de Schumaker, ancien comte de Griffenfeld déshonoré par le roi et enfermé à la forteresse de Munkholm.
Seuls certains papiers, enfermés dans une cassette en fer et aux mains de Han d’Islande, pourraient sauver Schumaker et sa fille. Ordener part alors à sa recherche dans le nord sauvage de la Norvège.
Pendant ce temps, Han d’Islande ravage la région, accompagné de son ours blanc, tuant férocement tous ceux qui se dressent sur son passage, poursuivant de sa haine tout membre de l’espèce humaine et en particulier les arquebusiers de Munckholm, dont l’un a tué son fils Gill Stadt qu’il a eu en violant une jeune fille appelée Lucy Pelnych et à qui il souhaitait transmettre sa haine et sa violence.
Enfin, l'intrigue se double de personnages sombres et perfides. Le comte d’Ahlefeld, dont la fille est promise à Ordener, complote pour écraser définitivement son ennemi Schumaker et bien se faire voir par le roi du Danemark qui contrôlait à l’époque la Norvège. Ainsi, par l’intermédiaire de son secrétaire Musdoemon, qui se fait appeler Hacket dans sa mission, il tente de soulever les mineurs du Nord alliés aux Montagnards, au nom de Schumaker, contre la tutelle royale (sorte de servage en Norvège). L’intrigue est alors complexe : le comte d’Ahlefeld souhaite écraser la révolte des mineurs se référant à Schumaker, pour revenir auprès du Roi en sauveur de la royauté et en accusant Schumaker d’avoir fomenté cette révolte.
Le livre relate donc l’errance d'Ordener à la recherche de Han qui le précède sans cesse, la révolte des mineurs, le complot d'Ahlefeld et Musdoemon et le dénouement final : la dénonciation du complot, la condamnation à mort de Musdoemon, le déshonneur de Ahlefeld, le rétablissement des titres de Schumaker, le mariage des deux jeunes gens, la mort de Han dans un incendie provoqué par lui-même…

## Thèmes abordés
- Si vous ne connaissez pas le sujet, laissez ce bandeau (vous pouvez alors contacter les auteurs).
- Si vous supprimez le contenu mis en cause (vous pouvez préalablement contacter les auteurs),

argumentez précisément cette suppression dans la page de discussion
(un manque de référence n'est pas un argument ; une recherche réelle de référence doit avoir été effectuée, être formellement documentée).
Déjà dans ce livre Victor Hugo relate ses réflexions sur la peine de mort. Un de ses personnages qui ne manque pas de folklore est le bourreau de province Nychol Orugix chez qui Ordener passera la nuit lors d’un orage. Il y a quelques scènes savoureuses décrivant la vie de Nychol, paria de la société qui lui impose ces exécutions, avec sa femme et ses 3 enfants. De même Ordener croise dans ses pérégrinations un curé demandant la grâce de 12 condamnés à mort, promesse qui sera un lien tout le long du livre.
Les réflexions d'Ordener, un temps lui aussi condamné à mort par un tribunal, sur la vie et la scène décrivant la panique de Musdoemon comprenant qu’il va mourir par la corde dans quelques instants annoncent un thème qui sera cher à Victor Hugo toute sa vie, soit la lutte contre la peine de mort.
Par ailleurs, Victor Hugo s’intéresse aussi à la pauvreté des mineurs de Norvège, qui luttent contre la tutelle royale, sorte de servage.

## Genèse
Ce roman de jeunesse de Victor Hugo a été écrit, dans sa première version, en janvier 1820, à 18 ans. Quelque temps auparavant, en avril, il retrouve Adèle Foucher dont il tombe amoureux et avec qui il correspond en secret. Malheureusement, la mère de Hugo découvre la correspondance et interdit aux jeunes gens de se voir.
À la mort en 1821 de Madame Hugo, l’auteur peut renouer avec Adèle. Mais des problèmes d’argent éloignent encore le mariage. Après de longues fiançailles, le mariage a lieu le 12 octobre 1822 grâce à une pension accordée par Louis XVIII. C’est dans le contexte de ces soucis financiers et sentimentaux que Victor Hugo écrit, puis remanie Han d’Islande, qui reflète en quelque sorte cet amour contrarié.
Victor Hugo acheva son roman dans les premiers mois qui suivirent et vendit la première édition mille francs à M. Persan, un marquis ruiné, qui s’était improvisé libraire : Han d'Islande parut le 8 février 1823, de nouveau sans nom d'auteur et vendu au prix de 10 francs mais bourré de coquilles.
La première édition qui satisfait Hugo est celle publiée par Eugène Renduel en mai 1833.

## Accueil
Selon Claude Pariot, le livre a été accueilli à sa sortie avec « quelque réserve par son ami Lamartine » mais a été salué par « Charles Nodier, alors critique littéraire, qui rendit hommage au « style vif, pittoresque, plein de nerf » du jeune romancier ».

## Postérité
L'œuvre a été adaptée en jeu vidéo en 1988 sur Amstrad CPC par un étudiant informatique, François Bonneville, avec l'aide de sa sœur et d'un ami. La qualité de son travail lui a valu d'être repéré par un éditeur de jeux et d'aboutir à une commercialisation du programme. Le jeu a été édité par Loriciel la même année.